# بريندن كلارك (متسابق دراجات نارية)
بريندن كلارك (بالإنجليزية: Brendan Clarke)‏ مواليد 23 فبراير 1984 في بريزبان، هو متسابق دراجات نارية أسترالي. نافس في سباقات بطولة العالم لفئة 500 سي سي. كما شارك في بطولة العالم للسوبرسبورت.

## روابط خارجية
- بريندن كلارك على موقع MotoGP.com (الإنجليزية)
- بريندن كلارك على موقع WorldSBK.com (الإنجليزية)